# 2016 Heinemann
2016 Heinemann è un asteroide della fascia principale del diametro medio di circa 21,85 km. Scoperto nel 1938, presenta un'orbita caratterizzata da un semiasse maggiore pari a 3,1292678 UA e da un'eccentricità di 0,1916722, inclinata di 0,91915° rispetto all'eclittica.
L'asteroide è dedicato all'astronomo tedesco Karl Heinemann.